# 东风广场站
东风广场站是昆明地铁2号线与3号线的地铁车站，是一个换乘站，位于中华人民共和国云南省昆明市盘龙区北京路与东风东路交叉口，2号线车站于2014年4月30日开通，3号线车站于2017年8月29日开通。

## 车站结构
东风广场站位于北京路与东风东路交叉口，2号线车站沿北京路设置，呈南北走向，为地下二层岛式站台车站，车站长249.6米，宽22.7米，车站地下一层为站厅层，地下二层为站台层，站台设置全高站台门，车站南侧设有一条存车线。3号线车站沿东风东路设置，呈东西走向，为地下三层岛式站台车站，车站长307.6米，宽22.9米，车站地下一层为站厅层，地下三层为站台层，站台设置全高站台门，车站西侧设有一条单渡线。两线采用十字换乘形式，换乘节点连接两线站台中部。同时，该站西南侧有2号线与3号线单线联络线。
|                   |  | █ 2号线往北部汽车站（交三桥）                     |
| 島式 · 開左邊车门 |  |                                                   |
|                   |  | █ 2号线往 █ 1号线大学城南及昆明南火车站（塘子巷） |

|                   |  | █ 3号线往西山公园（五一路）       |
| 島式 · 開左邊车门 |  |                                   |
|                   |  | █ 3号线往东部汽车站（拓东体育馆） |

## 出入口
东风广场站目前开放5个出入口，近B出入口设地下连通道连通金格中心与金俊广场，近D出入口设地下连通道连通恒隆广场，各出口及周围设施如下所示：
| 编号                  | 地点           | 建议前往的目的地                             | 照片 |
| --------------------- | -------------- | -------------------------------------------- | ---- |
| 出口 · A · 升降机标志 | 北京路（南）   | 昆明飞虎队纪念馆                             |      |
| 出口 · B              | 北京路（南）   | 茶花公园、昆明市公安局、尚义社区居民委员会   |      |
| 出口 · D              | 东风东路（东） | 昆明市中医医院、云南中医药大学               |      |
| 出口 · F              | 东风东路（东） | 昆明市邮电大楼、建工大厦                     |      |
| 出口 · H              | 东风东路（西） | 昆明市住房公积金管理中心、金牛公园、华域大厦 |      |
| 註： 設有             |                |                                              |      |

## 接驳交通

### 公交车
- 东风广场(北京路)：2路，23路，23路夜，47路，71路，83路，89路，105路，108路
- 南太桥(东风东路)：5路，26路，52路，71路，108路，132路，K1路

## 车站历史
本站建设时期工程名为文化宫站或工人文化宫站，开通前确定以东风广场站作为车站正式名称。
- 2012年9月16日，车站主体结构封顶[4]。
- 2014年4月30日，车站随1、2号线首期工程全线通车开通[1]。
- 2017年8月29日，3号线通车，车站成为换乘车站[2]。
- 2020年1月30日，受新冠疫情影响，车站暂停运营[5]。3月18日，车站恢复运营[6]。